# Iryna Kurachkina
Iryna Aliaxandrauna Kurachkina (en bielorruso: Ірына Аляксандраўна Курачкіна; Rakushava, 17 de junio de 1994) es una deportista bielorrusa que compite en lucha libre.
Participó en los Juegos Olímpicos de Tokio 2020, obteniendo una medalla de plata en la categoría de 57 kg. En los Juegos Europeos de Minsk 2019 obtuvo una medalla de oro en la misma categoría.
Ganó tres medallas de bronce en el Campeonato Mundial de Lucha entre los años 2017 y 2024, y cinco medallas en el Campeonato Europeo de Lucha entre los años 2016 y 2024.

## Palmarés internacional
| Juegos Olímpicos   | Juegos Olímpicos       | Juegos Olímpicos  | Juegos Olímpicos |
| Año                | Lugar                  | Medalla           | Categoría        |
| ------------------ | ---------------------- | ----------------- | ---------------- |
| 2020               | Tokio (Japón)          | Medalla de plata  | 57 kg            |
| Campeonato Mundial |                        |                   |                  |
| Año                | Lugar                  | Medalla           | Categoría        |
| 2017               | París (Francia)        | Medalla de bronce | 55 kg            |
| 2019               | Nursultán (Kazajistán) | Medalla de bronce | 57 kg            |
| 2024               | Tirana (Albania)       | Medalla de bronce | 55 kg            |
| Juegos Europeos    |                        |                   |                  |
| Año                | Lugar                  | Medalla           | Categoría        |
| 2019               | Minsk (Bielorrusia)    | Medalla de oro    | 57 kg            |
| Campeonato Europeo |                        |                   |                  |
| Año                | Lugar                  | Medalla           | Categoría        |
| 2016               | Riga (Letonia)         | Medalla de plata  | 53 kg            |
| 2018               | Kaspisk (Rusia)        | Medalla de oro    | 55 kg            |
| 2020               | Roma (Italia)          | Medalla de bronce | 57 kg            |
| 2021               | Varsovia (Polonia)     | Medalla de oro    | 57 kg            |
| 2024               | Bucarest (Rumania)     | Medalla de oro    | 57 kg            |